# Hasinai
La confederazione Hasinai (Hasí:nay in lingua caddo) era una grande confederazione di Indiani Caddo. Essi abitavano tra il fiume Sabine e il fiume Trinity, nella parte orientale dell'attuale Texas.